# Кцыня
Кцыня (пол. Kcynia, нем. Exin) — город в Польше, входит в Куявско-Поморское воеводство, Накловский повят. Имеет статус городско-сельской гмины. Занимает площадь 6,8 км². Население — 4712 человек (на 2004 год).

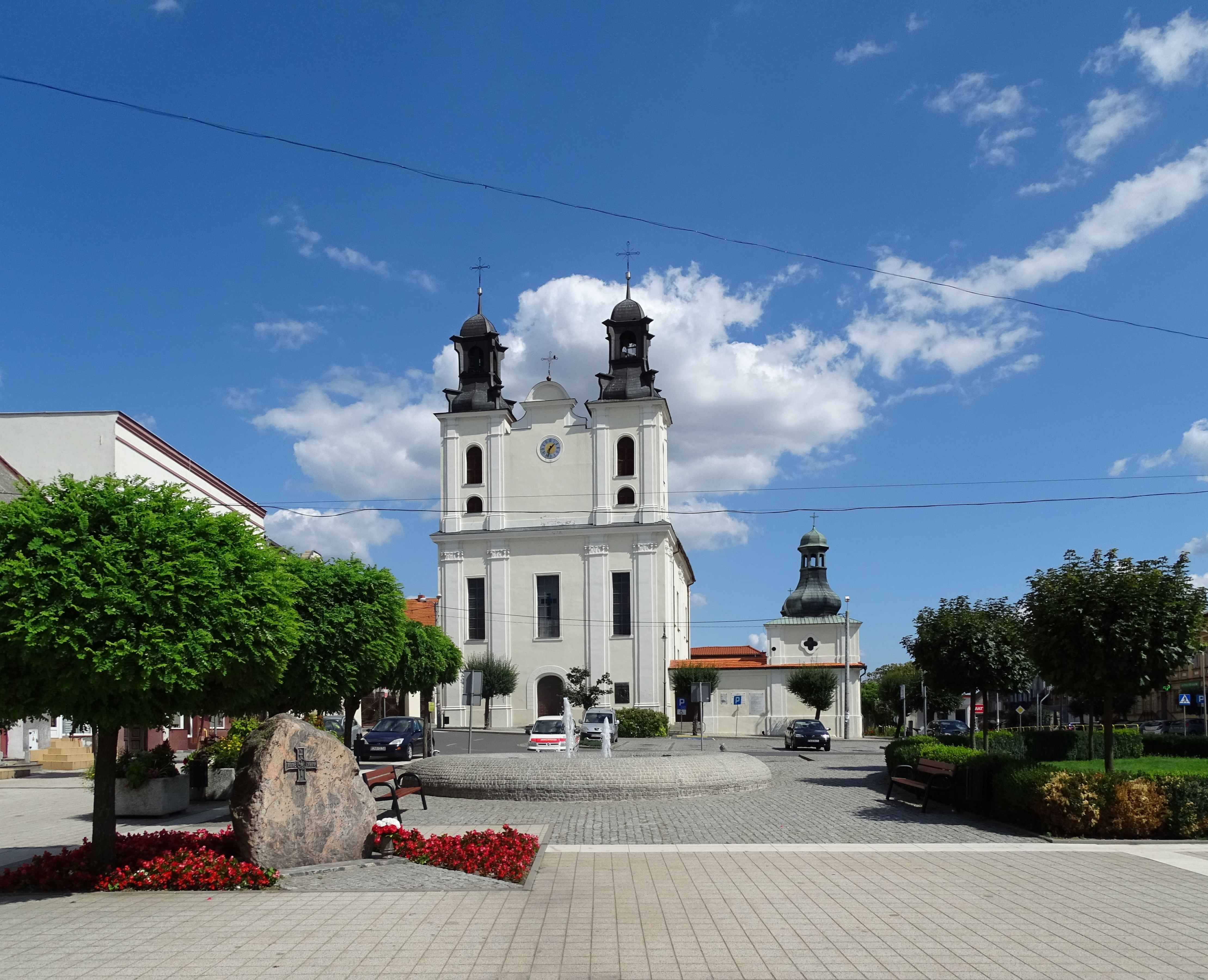
Церковь Успения Пресвятой Девы Марии была построена в 1788-1790 годах как кармелитская церковь.